# オーストラリア国立望遠鏡機構
オーストラリア国立望遠鏡機構（Australia Telescope National Facility, ATNF）はオーストラリアにおける電波望遠鏡の管理運営組織である。オーストラリア連邦科学産業研究機構の電波物理学研究部門として設立されたのち、1989年に現在の形になった。以下に示す電波望遠鏡のうちASKAP以外については年に2回の観測提案募集を行っており、オーストラリア国内および国外の天文学者が利用している。
ATNFが運営する電波望遠鏡は、以下のとおり。
- オーストラリアコンパクト電波干渉計 (ATCA)
- パークス天文台
- モプラ望遠鏡
- Tidbinbilla電波望遠鏡
- オーストラリア長基線アレイ (LBA)
- オーストラリア・スクエアキロメートルアレイ・パスファインダー (ASKAP)

本部はシドニーにあり、もう一つの国立の天文学研究組織であるアングロ・オーストラリアン天文台の本部と同じ場所にある。